# Zygmunt Kasprzak
Zygmunt Kasprzak fue un deportista polaco que compitió en remo. Ganó dos medallas en el Campeonato Europeo de Remo, bronce en 1929 y plata en 1931.

## Palmarés internacional
| Campeonato Europeo | Campeonato Europeo  | Campeonato Europeo | Campeonato Europeo |
| Año                | Lugar               | Medalla            | Prueba             |
| ------------------ | ------------------- | ------------------ | ------------------ |
| 1929               | Bydgoszcz (Polonia) | Medalla de bronce  | Ocho con timonel   |
| 1931               | París (Francia)     | Medalla de plata   | Cuatro sin timonel |